# Foa brachygramma
Foa brachygramma és una espècie de peix pertanyent a la família dels apogònids.

## Descripció
- Pot arribar a fer 8 cm de llargària màxima.
- 9 espines i 9 radis tous a l'aleta dorsal i 2 espines i 8-9 radis tous a l'anal.[6][7]

## Hàbitat
És un peix marí, d'aigua dolça i salabrosa; bentònic; bentopelàgic; associat als esculls i de clima tropical (36°N-32°S, 29°E-154°W) que viu entre 0-134 m de fondària.

## Distribució geogràfica
Es troba des de l'Àfrica oriental fins a les illes Hawaii, el sud del Japó i les illes Mariannes.

## Observacions
És inofensiu per als humans.